# 许都 (东阳)
许都，明朝末年浙江东阳生员，副使许达道之孙。
许都家富，任侠好施，暗中以兵法约束宾客子弟，陈子龙曾经推荐他给上官，东阳知县以私怨阻挠。义乌人假借朝中官员之名招兵事发，许都在山中葬母，与会万人。有人告监司王雄许都造反。王雄遣使收捕，许都于是真反。旬日间聚众数万，连克东阳、义乌、浦江，围攻金华府城。巡抚董象恒因事被捕，巡按御史左光先把抚标兵交给陈子龙，让他为监军讨伐，有锁俘获。游击蔣若來击败其攻打府城之兵，许都于是率三千余卒退保南砦。陈子龙单骑入许都大营，责怪其罪，劝谕其降。于是挟持许都见王雄。又挟持许都至山中，遣散其众，以二百人投降。左光先与东阳知县关系友好，最终在江浒斩杀许都等六十余人。陈子龙力争其不死，没有成功。